# Vícar
Vícar község Spanyolországban, Almería tartományban. Lakosainak száma 28 835 fő (2024).

## Földrajza
Vícar Roquetas de Mar, La Mojonera, El Ejido, Dalías, Felix és Enix községekkel határos.

## Népesség
A település lakosságának változását az alábbi diagram mutatja:
| Lakosok száma | 16 523 | 16 935 | 20 220 | 22 853 | 23 656 | 24 384 | 24 957 | 26 028 | 27 398 | 28 835 |
|               | 2001   | 2004   | 2006   | 2009   | 2011   | 2014   | 2016   | 2019   | 2021   | 2024   |